# Atsushi Natori
Atsushi Natori (jap. 名取 篤 Natori Atsushi; ur. 12 listopada 1961) – japoński piłkarz, reprezentant kraju.

## Kariera klubowa
Od 1980 do 1994 roku występował w klubie Urawa Reds.

## Kariera reprezentacyjna
W reprezentacji Japonii Atsushi Natori zadebiutował 26 października 1988 roku. W reprezentacji Japonii Atsushi Natori występował w latach 1988–1989. W sumie w reprezentacji wystąpił w 6 spotkaniach.

## Statystyki
| Reprezentacja Japonii | Reprezentacja Japonii | Reprezentacja Japonii |
| Rok                   | Mecze                 | Gole                  |
| --------------------- | --------------------- | --------------------- |
| 1988                  | 1                     | 0                     |
| 1989                  | 5                     | 0                     |
| Razem                 | 6                     | 0                     |